# Ивелина Василева
Ивелина Веселинова Василева е български политик от политическа партия ГЕРБ и експерт по европейски политики и управление на проекти. Министър е на околната среда и водите във второто правителство на Бойко Борисов (2014 – 2017 г.) и председател на постоянната Комисия по околната среда и водите в XLIV народно събрание (19.04.2017 – 26.03.2021 г.). Заместник-министър е в Министерството на околната среда и водите в кабинета „Борисов 1“ (2009 – 2013 г.) и заместник-кмет по евроинтеграцията и екологията в Община Бургас (2007 – 2009 г.).
Избрана е за народен представител в 42-рото (21.05.2013 – 05.08.2014 г.), 43-тото (27.10.2014 – 07.11.2014 г.), 44-тото (19.04.2017 – 26.03.2021 г.) и 45-ото (от 15.04.2021) Народно събрание от Втори избирателен район-Бургас.

## Биография
Ивелина Василева е родена на 8 октомври 1969 г. в гр. Бургас. Завършва ГПАЕ „Гео Милев“ в града през 1988 г. Има магистратура по английска филология от Софийския университет „Св. Климент Охридски“ и магистратура по право на Европейския съюз от Софийския университет „Св. Климент Охридски“, съвместно с университета в Нанси. Завършила е следдипломни квалификации и специализации по управление на европроекти, анализ и контрол на фирмената дейност и европейската административна практика в УНСС (2007 г.), Стопанска академия „Д. А. Ценов – Свищов (2006 г.) и БСУ (2009 г.).

## Професионална и политическа кариера
От 1997 до 2003 г. Ивелина Василева е регионален мениджър за Югоизточна България и акаунт мениджър за продажба на услуги в международна телекомуникационна компания. След това, до 2007 г. е директор на звеното за управление на проекти във ВиК ЕАД – гр. Бургас.
В периода 2007 – 2009 г. е заместник-кмет по евроинтеграцията и екологията в община Бургас в екипа на кмета Димитър Николов. От 2009 до 2013 г. Ивелина Василева е заместник-министър в Министерството на околната среда и водите в първия кабинет на Бойко Борисов.
В парламентарните избори през 2013 г. е избрана за народен представител от политическа партия ГЕРБ в XLII народно събрание. Член е на постоянните парламентарни комисии по околната среда и водите и по европейските въпроси и контрол на европейските фондове, и е председател на Групата за приятелство България – Естония.
В парламентарните избори през 2014 г. е избрана за народен представител на партия ГЕРБ в XLIII народно събрание, в което е депутат за периода 27.10.-07.11.2014 г. От 07.11.2014 г. до 27.01.2017 г. е министър на околната среда и водите в кабинета „Борисов 2“.
В парламентарните избори през 2017 г. е избрана за народен представител от политическа партия ГЕРБ в XLIV народно събрание. По време на мандата му е председател на постоянната Комисия по околната среда и водите и заместник-председател на постоянната Комисия по европейските въпроси и контрол на европейските фондове. Заместващ представител е в Делегацията в Парламентарната асамблея на Съвета на Европа. Председател е на Групите за приятелство България-Малта и България-Литва, и е заместник-председател на междупарламентарната група за приятелство България-Естония. Има внесени 16 законопроекта и 9 проекти на решения.
В парламентарните избори на 04.04.2021 г. е избрана за народен представител от партия ГЕРБ в XLV народно събрание.
Говори английски и руски език.